# Sierra de Álvarez
El Área de Protección de Flora y Fauna Sierra de Álvarez es un área natural protegida en el estado de San Luis Potosí (México). Es un espacio natural que se caracteriza por sus tipos de ecosistemas que son el bosque de encino y los pastizales.

## Ubicación
Está ubicada en el noroeste de México, entre los municipios de Armadillo de los Infante, San Nicolás Tolentino y Villa de Zaragoza del estado de San Luis Potosí, a 45 kilómetros de la ciudad de San Luis Potosí y en la zona de la Sierra Madre Oriental.

## Biodiversidad
Según el Sistema Nacional de Información sobre Biodiversidad de la Comisión Nacional para el Conocimiento y Uso de la Biodiversidad (CONABIO), en el Área de Protección de Flora y Fauna Sierra de Álvarez existen más de 900 especies de plantas y animales, de las cuales 39 se encuentran en categoría de riesgo y 21 son exóticas.

### Fauna
Existe una gran cantidad de especies animales en la Sierra de Álvarez; entre ellas están la zorra gris, el pecarí de collar, el venado de cola blanca, la lagartija espinosa, el lince americano, y el coyote, así como aves protegidas como el picogordo tigrillo, el carpintero bellotero y el pavito alas blancas.

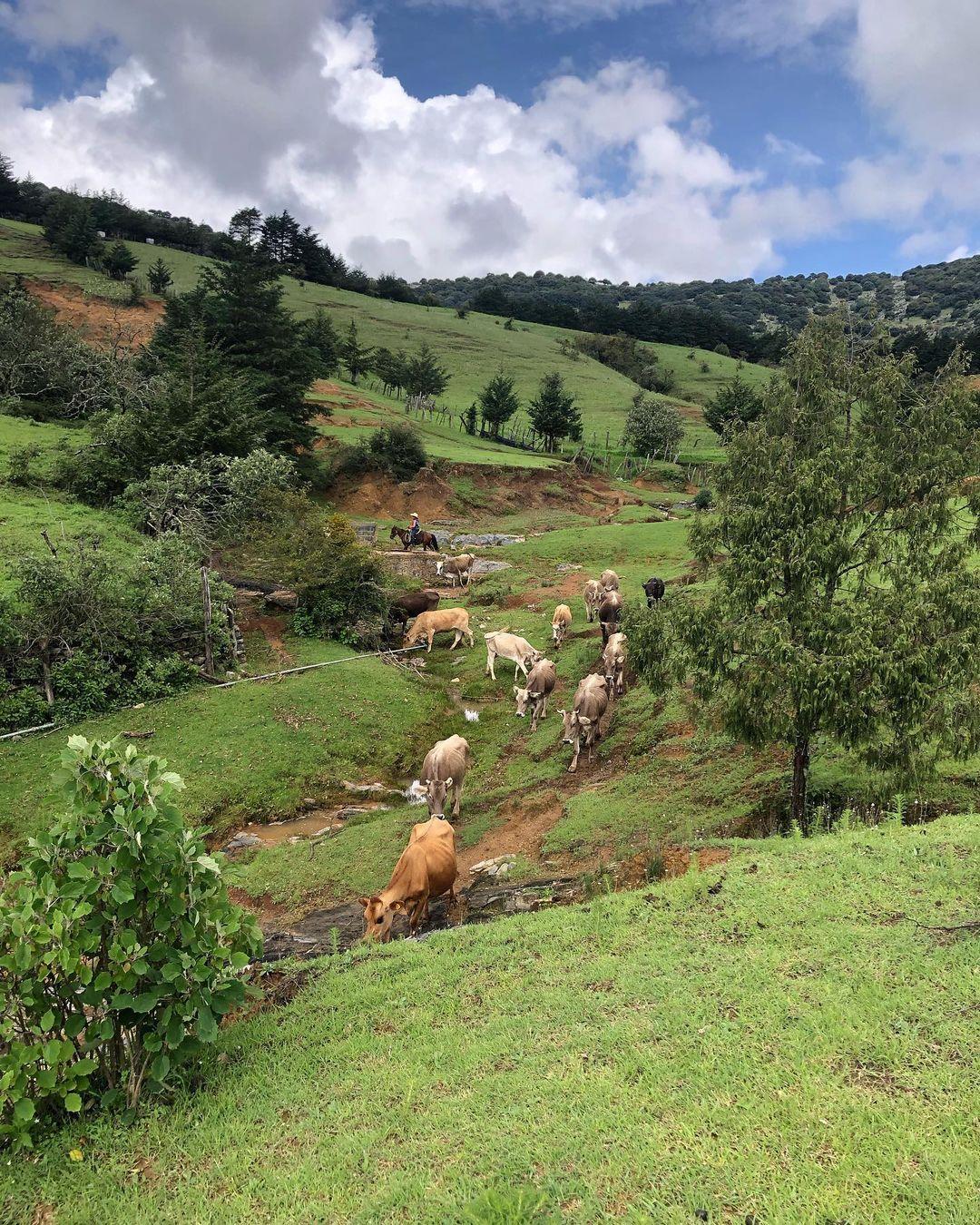
Animales paseando en Sierra de Álvarez

Estos animales silvestres son una parte esencial en la zona que habitan, y son el apoyo principal que ayuda a mantener el equilibrio ecológico de este sitio. Su desaparición repentina podría ocasionar un desequilibrio irrecuperable para el ecosistema. También sus hábitos alimenticios forman parte de un proceso ecológico que puede impedir plagas y desastres naturales.

### Flora
También hay una gran cantidad de especies en la Sierra de Álvarez que son muy importantes para su ecosistema; entre algunas destacadas están el encino, el roble blanco, el cedro blanco, el maguey, el ayocote, el manzanillo y el palo loco.

## Área Natural Protegida
El 7 de abril de 1981, la Comisión Nacional de Áreas Naturales Protegidas (CONANP) decretó que Sierra de Álvarez sería considerada Área Natural Protegida a nivel federal en México, título que, al parecer, estuvo a punto de ser revocado en el año 2019. Actualmente, aún conserva su vigencia, por lo cual es considerada área protegida, y está a cargo de la Comisión Nacional de Áreas Naturales Protegidas (CONANAP).